# Japan Soccer League 1972
La temporada 1972 de la Japan Soccer League fue el octavo campeonato de Primera División del fútbol japonés organizado por la Japan Soccer League. El torneo se desarrolló en una rueda de todos contra todos desde el 9 de abril de 1972 y el 26 de noviembre de 1972. 
El cambio más importante en el Campeonato fue el torneo de Segunda División, por lo cual los mejores ubicados entre la segunda y la undécima posición de la " All Japan Superior Campeonato de Fútbol" jugarían en la nueva categoría del fútbol japonés. En esa temporada se suspende el descenso, para expandir la División 1 para el siguiente Campeonato, por la misma razón que se cancelaron los playoffs de relegacion y los dos primeros equipos de la Segunda División de la JSL, ascenderían a la máxima categoría de la JSL. 
El Hitachi gana el título por primera vez en su historia.

## Clasificación

### JSL Primera División
No hubo descensos para que la Primera División se expandiese a 10 clubes.
| Pos | Club              | Pts | W | D | L  | GF | GA | GD   | Notas     |
| --- | ----------------- | --- | - | - | -- | -- | -- | ---- | --------- |
| 1.  | Hitachi           | 21  | 9 | 3 | 2  | 36 | 16 | ＋20 | Campeones |
| 2.  | Yanmar Diesel     | 20  | 7 | 6 | 1  | 30 | 11 | ＋19 |           |
| 3.  | Toyo Kogyo        | 16  | 7 | 2 | 5  | 20 | 13 | ＋7  |           |
| 4.  | Mitsubishi Motors | 16  | 5 | 6 | 3  | 26 | 19 | ＋7  |           |
| 5.  | Nippon Kokan      | 15  | 4 | 5 | 5  | 15 | 18 | -3   |           |
| 6.  | Nippon Steel      | 12  | 4 | 4 | 6  | 22 | 30 | －8  |           |
| 7.  | Furukawa Electric | 8   | 3 | 2 | 9  | 17 | 41 | －24 |           |
| 8.  | Towa Real Estate  | 6   | 2 | 2 | 10 | 11 | 29 | －18 |           |

### JSL Segunda División
Toyota Motors, después conocido como Nagoya Grampus , fue coronado como el campeón inaugural de Segunda División. Tanabe Pharmaceutical, un club de Osaka, le siguió a la expansión a 10 equipos de Primera División. No hubo descensos a las Ligas Regionales, para mantener la Segunda División a 10 clubes
| Pos | Club                      | Pts | W  | D | L  | GF | GA | GD   | Notas                        |
| --- | ------------------------- | --- | -- | - | -- | -- | -- | ---- | ---------------------------- |
| 1.  | Toyota Motors             | 30  | 13 | 4 | 1  | 34 | 16 | ＋18 | Ascienden a Primera División |
| 2.  | Tanabe Pharmaceutical     | 26  | 10 | 6 | 2  | 37 | 22 | ＋15 | Ascienden a Primera División |
| 3.  | Kofu Club                 | 21  | 9  | 3 | 6  | 33 | 21 | ＋12 |                              |
| 4.  | Kyoto Shiko Club          | 17  | 7  | 3 | 8  | 19 | 23 | －4  |                              |
| 5.  | Fujitsu                   | 17  | 4  | 9 | 5  | 26 | 31 | －5  |                              |
| 6.  | Nippon Light Metal        | 16  | 7  | 2 | 9  | 31 | 33 | －2  |                              |
| 7.  | Yomiuri S.C.              | 15  | 7  | 1 | 10 | 27 | 31 | －4  |                              |
| 8.  | Dainichi Cable Industries | 14  | 5  | 4 | 9  | 36 | 40 | －4  |                              |
| 9.  | NTTPC Kinki               | 14  | 4  | 6 | 8  | 21 | 25 | －4  |                              |
| 10. | Toyota Industries         | 10  | 4  | 2 | 12 | 14 | 36 | －22 |                              |